# Proparoxytonon
Proparoxytonon (från grekiska to'nos oxy's; latin acutus) kallas ett ord som betonar tredje stavelsen från slutet (antepenultima).